# Claudio Di Mauro
Claudio Di Mauro (Pavia, 3 settembre 1953) è un montatore italiano, vincitore nel 2001 di un David di Donatello nella categoria "miglior montatore" per il film L'ultimo bacio.

## Biografia
Inizia la sua carriera come montatore pubblicitario a Roma nel 1969. Dal 1975 al 1991 alterna la professione di montatore a quella di regista realizzando documentari televisivi, documentari industriali e spot pubblicitari. Nel 1984 realizza e vince due premi governativi con i documentari La festa dell'oro e Los Roques, di cui firma anche la fotografia. Ha diretto, realizzando scene d'azione, la seconda unità in diversi film e miniserie TV. Nel gennaio 1993 costituisce la società DMR Cinema Srl, allo scopo di seguire interamente e personalmente tutte le fasi d'edizione dei film a lui affidati. Dal 1995 è docente di montaggio cinematografico all'Accademia internazionale per le arti e le scienze dell'immagine dell'Aquila.

## Filmografia parziale

### Cinema
- Soldati - 365 all'alba, regia di Marco Risi (1987)
- Appuntamento a Liverpool, regia di Marco Tullio Giordana (1988)
- Delitti e profumi, regia di Vittorio De Sisti (1988)
- Mery per sempre, regia di Marco Risi (1989)
- Evelina e i suoi figli, regia di Livia Giampalmo (1990)
- Una vita scellerata, regia di Giacomo Battiato (1990)
- Crack, regia di Giulio Base (1991)
- Il muro di gomma, regia di Marco Risi (1991)
- La corsa dell'innocente, regia di Carlo Carlei (1992)
- La ribelle, regia di Aurelio Grimaldi (1993)
- Lest, regia di Giulio Base (1993)
- Quattro bravi ragazzi, regia di Claudio Camarca (1993)
- Poliziotti, regia di Giulio Base (1995)
- Cronaca di un amore violato, regia di Giacomo Battiato (1995)
- Un eroe borghese, regia di Michele Placido (1995)
- Al di là delle nuvole, regia di Michelangelo Antonioni (1995)
- Broken Silence, regia di Wolfgang Panzer (1995)
- Cosa c'entra con l'amore, regia di Marco Speroni (1997)
- Ecco fatto, regia di Gabriele Muccino (1998)
- Girotondo, giro intorno al mondo, regia di Davide Manuli (1998)
- Bill Diamond - Geschichte eines Augenblicks, regia di Wolfgang Panzer (1999)
- Come te nessuno mai, regia di Gabriele Muccino (1999)
- Un anno in campagna, regia di Marco Di Tillo (2000)
- Azzurro, regia di Denis Rabaglia (2000)
- Fughe da fermo, regia di Edoardo Nesi (2001)
- L'ultimo bacio, regia di Gabriele Muccino (2001)
- Quasi quasi, regia di Gianluca Fumagalli (2002)
- Nemmeno in un sogno, regia di Gianluca Greco (2002)
- Ma che colpa abbiamo noi, regia di Carlo Verdone (2003)
- Ricordati di me, regia di Gabriele Muccino (2003)
- L'ospite segreto, regia di Paolo Modugno (2003)
- La vita come viene, regia di Stefano Incerti (2003)
- Ho visto le stelle!, regia di Vincenzo Salemme (2003)
- Sotto falso nome, regia di Roberto Andò (2004)
- Che ne sarà di noi, regia di Giovanni Veronesi (2004)
- Manuale d'amore, regia di Giovanni Veronesi (2005)
- Chiamami Salomè, regia di Claudio Sestieri (2005)
- Quo vadis, baby?, regia di Gabriele Salvatores (2005)
- Il fantasma di Corleone, regia di Marco Amenta (2006) - Documentario
- Il mio miglior nemico, regia di Carlo Verdone (2006)
- Ma l'amore... sì!, regia di Marco Costa e Tonino Zangardi (2006)
- Manuale d'amore 2 - Capitoli successivi, regia di Giovanni Veronesi (2007)
- Il 7 e l'8, regia di Ficarra e Picone e Giambattista Avellino (2007)
- SMS - Sotto mentite spoglie, regia di Vincenzo Salemme (2007)
- Marcello Marcello, regia di Denis Rabaglia (2008)
- Un gioco da ragazze, regia di Matteo Rovere (2008)
- Italians, regia di Giovanni Veronesi (2009)
- La matassa, regia di Ficarra e Picone e Giambattista Avellino (2009)
- Io, loro e Lara, regia di Carlo Verdone (2010)
- Baciami ancora, regia di Gabriele Muccino (2010)
- Due vite per caso, regia di Alessandro Aronadio (2010)
- Matrimoni e altri disastri, regia di Nina Di Majo (2010)
- C'è chi dice no, regia di Giambattista Avellino (2011)
- La peggior settimana della mia vita, regia di Alessandro Genovesi (2011)
- Ti stimo fratello, regia di Giovanni Vernia e Paolo Uzzi (2012)
- 10 regole per fare innamorare, regia di Cristiano Bortone (2012)
- Il peggior Natale della mia vita, regia di Alessandro Genovesi (2012)
- Colpi di fulmine, regia di Neri Parenti (2012)
- Benur - Un gladiatore in affitto, regia di Massimo Andrei (2013)
- Aspirante vedovo, regia di Massimo Venier (2013)
- Fuga di cervelli, regia di Paolo Ruffini (2013)
- Colpi di fortuna, regia di Neri Parenti (2013)
- Sotto una buona stella, regia di Carlo Verdone (2014)
- Tutto molto bello, regia di Paolo Ruffini (2014)
- Soap opera, regia di Alessandro Genovesi (2014)
- Andiamo a quel paese, regia di Ficarra e Picone (2014)
- Un Natale stupefacente, regia di Volfango De Biasi (2014)
- Ma che bella sorpresa, regia di Alessandro Genovesi (2015)
- One More Day, regia di Andrea Preti (2015)
- Tiramisù, regia di Fabio De Luigi (2016)
- La coppia dei campioni, regia di Giulio Base (2016)
- Caffè, regia di Cristiano Bortone (2016)
- L'abbiamo fatta grossa, regia di Carlo Verdone (2016)
- L'ora legale, regia di Ficarra e Picone (2017)
- A casa tutti bene, regia di Gabriele Muccino (2018)
- Puoi baciare lo sposo, regia di Alessandro Genovesi (2018)
- Vengo anch'io, regia di Nuzzo e Di Biase (2018)
- Un nemico che ti vuole bene, regia di Denis Rabaglia (2018)
- 10 giorni senza mamma, regia di Alessandro Genovesi (2019)
- Momenti di trascurabile felicità, regia di Daniele Luchetti (2019)
- Tuttapposto, regia di Gianni Costantino (2019)
- Il primo Natale, regia di Ficarra e Picone (2019)
- 18 regali, regia di Francesco Amato (2020)
- Gli anni più belli, regia di Gabriele Muccino (2020)
- 10 giorni con Babbo Natale, regia di Alessandro Genovesi (2020)
- Sposa in rosso, regia di Gianni Costantino (2022)
- Ragazzaccio, regia di Paolo Ruffini (2022)
- Il giorno più bello, regia di Andrea Zalone (2022)
- Il più bel secolo della mia vita, regia di Alessandro Bardani (2023)
- Il mio posto è qui, regia di Daniela Porto e Cristiano Bortone (2024)
- Fino alla fine, regia di Gabriele Muccino (2024)

### Televisione
- Imma Tataranni - Sostituto procuratore, regia di Francesco Amato – serie TV (2019-in corso)
- A casa tutti bene - La serie – miniserie TV (2021-2022)
- Incastrati, regia di Ficarra e Picone - serie TV (2022-2023)
- Sei donne - Il mistero di Leila, regia di Vincenzo Marra - serie TV (2023)

## Premi e riconoscimenti
- Ciak d'oro
  - 1990 - Migliore montaggio per Scugnizzi[1]
  - 1990 - Candidatura a migliore montaggio per Mery per sempre
  - 2001 - Migliore montaggio per L'ultimo bacio[2]